# Adelino Zennaro
Adelino Zennaro (Pellestrina, 28 agosto 1963) è un ex calciatore italiano, di ruolo attaccante.

## Carriera

### Giocatore
Debutta in Serie A con la maglia del Torino il 14 febbraio 1982 in occasione di Roma-Torino (3-0), e nella stessa stagione fa poi un'altra apparizione in massima serie.
Nella stagione successiva si trasferisce all'Empoli dove contribuisce alla vittoria della Serie C1 1982-1983, poi rimane in azzurro anche nelle successive stagioni di Serie B, che culminano nell'ulteriore promozione in Serie A nel 1986. In massima serie Zennaro ha tempo di risultare decisivo alla seconda giornata, quando segna la rete della vittoria empolese 0-1 ad Ascoli Piceno; poche settimane più tardi, dopo avere accumulato 6 apparizioni coi toscani, viene ceduto in prestito in Serie B ai corregionali dell'Arezzo.
Nel 1987 viene ceduto ancora in prestito a un'altra formazione toscana, la Lucchese, stavolta in Serie C1. Nel 1988 si trasferisce a titolo definitivo alla Salernitana che due anni più tardi aiuta a salire in Serie B, categoria nella quale milita poi per un anno. La sua ultima squadra professionistica è il Poggibonsi nella Serie C2 1991-1992. Quindi tra il 1992 al 1994 gioca tra i dilettanti dell'Imperia.
In carriera ha totalizzato 8 presenze e un gol in Serie A, e 107 presenze e 7 reti in Serie B.

### Dopo il ritiro
Dopo il ritiro ha ricoperto anche il ruolo di direttore generale del Pinerolo, squadra militante nel campionato di Eccellenza.

## Palmarès

### Competizioni nazionali
- Campionato italiano Serie C1: 1

Empoli: 1982-1983 (girone B)

### Competizioni regionali
- Promozione: 1

Imperia: 1992-1993